# Rezerwat Biosfery Bory Tucholskie
Rezerwat Biosfery Bory Tucholskie – leżący na obszarze województwa kujawsko-pomorskiego oraz pomorskiego, największy polski rezerwat biosfery utworzony w 2010 r. przez Międzynarodową Radę Koordynującą UNESCO do spraw „Człowiek i Biosfera” (MAB). Zajmuje powierzchnię 3195 km². Swoim zasięgiem obejmuje największy kompleks leśny w Polsce - Bory Tucholskie.
Strefę rdzenną rezerwatu stanowi Park Narodowy „Bory Tucholskie” oraz 25 rezerwatów przyrody stanowiących najcenniejsze przyrodniczo obiekty całego regionu Borów Tucholskich: Dolina Rzeki Brdy, Bagna nad Stążką, Źródła Stążki, Jezioro Piaseczno, Brzęki im. Zygmunta Czubińskiego, Miedzno, Cisy Staropolskie im. Leona Wyczółkowskiego, Jezioro Laska, Mętne, Bór Chrobotkowy, Bagno Stawek, Jezioro Ciche, Jezioro Małe Łowne, Piecki, Cisy nad Czerską Strugą, Kręgi Kamienne, Jezioro Zdręczno, Krwawe Doły, Dury, Jeziorka Kozie, Jezioro Nawionek, Ustronie, Bagno Grzybna, Jelenia Góra, Martwe. Łączna powierzchnia strefy rdzennej wynosi 78,81 km²
Strefę buforową tworzą przede wszystkim cztery parki krajobrazowe, z wyłączeniem powierzchni występujących w nich rezerwatów przyrody, które stanowią strefę rdzenną. W skład tej strefy wchodzą: Wdzydzki Park Krajobrazowy, Tucholski Park Krajobrazowy, Zaborski Park Krajobrazowy oraz Wdecki Park Krajobrazowy. Powierzchnia strefy buforowej wynosi 1126,35 km².
Strefę tranzytową tworzą obszary 22 gmin (13 z województwa kujawsko-pomorskiego i 9 z województwa pomorskiego) oraz miasta Tuchola, z wyłączeniem terenów wchodzących w skład parku narodowego i parków krajobrazowych. W skład tej strefy wchodzą obszary następujących gmin: Bukowiec, Cekcyn, Drzycim, Gostycyn, Jeżewo, Kęsowo, Lniano, Lubiewo, Osie, Śliwice, Świekatowo, Tuchola i Warlubie (woj. kujawsko – pomorskie) oraz Brusy, Chojnice, Czersk, Dziemiany, Karsin, Konarzyny, Kościerzyna, Lipusz, Stara Kiszewa (woj. pomorskie). Powierzchnia strefy tranzytowej wynosi 2068,65 km².

## Historia powstania
- Rok 2000 – pierwsze prace nad utworzeniem rezerwatu biosfery „Bory Tucholskie”.
- Luty 2008 – zawarto porozumienie pomiędzy Stowarzyszeniem „Rezerwat Biosfery Bory Tucholskie” w Tucholi a Lokalną Grupą Działania „Sandry Brdy” z Chojnic. Podjęto kolejne kroki mające na celu przygotowanie wniosku o uznanie przez UNESCO obszaru Borów Tucholskich za rezerwat biosfery. Pieczę nad opracowaniem formularza sprawował prof. dr hab. Andrzej Nienartowicz z Uniwersytetu Mikołaja Kopernika w Toruniu.
- 31 maja – 4 czerwca 2010 – 22 Sesja Międzynarodowej Rady Koordynującej programu Człowiek i Biosfera (UNESCO) w Paryżu. Podczas tego posiedzenia zapadła decyzja o utworzeniu rezerwatu biosfery „Bory Tucholskie”.
- 23 czerwca 2010 – w siedzibie Parku Narodowego „Bory Tucholskie” odbyła się uroczystość z okazji powołania rezerwatu biosfery „Bory Tucholskie”.